# گورستان پیر احمد کندی
قبرستان پیر احمد کندی در روستای پیر احمد کندی و در کوه آغداش همین روستا واقع شده است. این قبرستان مربوط به دوره ساسانیان است و در ۸ کیلومتری شهر آواجیق،۳۰ کیلومتری چالدران و ۴۵ کیلومتری شهر ماکو واقع شده است . این اثر در تاریخ ۱ فروردین ۱۳۴۷ با شمارهٔ ثبت ۸۰۴ به‌عنوان یکی از آثار ملی ایران به ثبت رسیده است.